# Kresnice (hrošči)
Kresnice (znanstveno ime Lampyridae) so družina hroščev, v katero uvrščamo približno 2000 danes znanih vrst, razširjenih v vlažnih tropskih in subtropskih predelih sveta. Znani so predvsem po tem, da producirajo svetlobo s svetlobnim organom v zadku, s katero komunicirajo med seboj. Vrste se razločujejo po vzorcu utripanja svetlobe, po katerem se predstavniki iste vrste prepoznajo. Svetijo tudi vse ličinke, ki s tem sporočajo plenilcem, da so neužitne.

## Opis
Kresnice sodijo v skupino kantaroidnih hroščev, ki združuje nekaj družin, za katere je značilno, da za obrambo pred plenilci sintetizirajo strupene snovi. Prepoznavni so tudi po širokih, usnjatih pokrovkah kril (elitrah) ter seveda svetlobnih organih, ki jih imajo tudi nekatere sorodne družine, vendar so pri kresnicah najbolje razviti. Sicer so to običajno srednje veliki hrošči podolgovatega in mehkega telesa, ki v dolžino dosežejo do 2 cm in imajo velik oprsni ščitek (pronotum), ki od zgoraj prekriva glavo. Pri mnogih vrstah imajo samice zakrnela krila ter ličinkam podobno (larviformno) telesno zgradbo.
Svetlobni organi se nahajajo blizu konice spodnje (ventralne) strani zadka samcev in samic in imajo pri različnih vrstah različno razporeditev na 5–7 členu zadka. Imajo jih tudi vse ličinke, nekateri primitivnejši predstavniki pa so kot odrasli brez njih. Tudi na svetlobi so ti organi opazni po prosojni površini člena (tergita), skozi katero oddajajo svetlobo. So bogato ožiljeni in obdani z gostim omrežjem vzdušnic, ki dovajajo kisik. Pod nadzorom osrednjega živčevja se v svetlobni organ sprosti kisik, kjer reagira s snovjo, imenovano luciferin. Ta ob prisotnosti encima luciferaza in kemične energije v obliki ATP oksidira v oksiluciferin, stranska produkta pa sta CO2 in zelenkasta svetloba. Gre za hladno svetlobo, saj je izguba v obliki toplote zanemarljiva in se skoraj 100 % kemične energije pretvori v svetlobno. Kompleksnejši organi pri nekaterih vrstah imajo tudi odbojno plast na notranji površini svetlobnih organov, ki še izboljša učinkovitost.

## Ekologija in vedenje
Večinoma preferirajo vlažna okolja, kot so močvirja, barja in vlažni gozdovi, le nekaj vrst poseljuje suhe habitate. Kot skupina so vsejedi, posamezne vrste pa so se specializirale na prehranjevanje z bolj določenimi viri hrane. Ličinke so plenilske, na tleh ali pod zemljo lovijo druge manjše žuželke ali polže. Predstavniki številnih vrst se kot odrasli ne prehranjujejo, drugi pa obiskujejo cvetove in jedo nektar ali pelod.
Svetlobo proizvajajo vse ličinke, pri odraslih pa obstaja gradient s tem povezanih vedenjskih prilagoditev. Odrasli najprimitivnejših vrst nimajo svetlobnih organov, kar nakazuje, da se je produkcija svetlobe za dvorjenje razvila sekundarno in je njena osnovna vloga signaliziranje plenilcem. Pri nekaj vrstah samice oddajajo svetlobo konstantno in z njo privabljajo nesvetleče samce, kot skupina pa so znani predvsem po vrstah, kjer se je razvila dvosmerna komunikacija med samcem in samico v obliki signal–odgovor. Te živali imajo tudi najnatančnejši nadzor nad svetilnimi organi in signalizirajo z vrstno značilnimi vzorci utripanja. Običajno poteka dvorjenje tako, da samica, ki miruje (še posebej, če je brezkrila), s svojim odgovarjanjem privabi samca, s katerim se nato pari. Posebnost so samice iz rodu Photuris, pri katerih se je razvila t. i. agresivna mimikrija – posnemajo namreč vzorce utripanja drugih vrst (nekatere so sposobne posnemati tudi po pet različnih vzorcev) in privabljajo samce teh vrst ter jih nato požrejo, zaradi česar so dobile vzdevek femme fatale oz. fatalne ženske.
Še en vpadljiv pojav, povezan s produkcijo svetlobe, je sinhrono utripanje samcev nekaterih vrst iz rodu Pteroptyx, ki živijo v Jugovzhodni Aziji. Te živali se v obdobju parjenja zbirajo  na rastlinju v gruče po več tisoč osebkov in utripajo cele noči po več tednov ali celo mesecev. Znamenita je predvsem vrsta Pteroptyx malaccae, ki izvaja najnatančnejšo sinhronizacijo med vsemi živalskimi zbori sploh in utripa s periodo 0,6 s, usklajeno s sosednjimi samci z manj kot odstotkom razlike po več ur hkrati. Pojav je čudil evropske popotnike že v 16. stoletju in kljub veliki pozornosti sodobnih biologov njegova funkcija še ni razjasnjena. Svetlobne bliske usklajujejo tudi predstavniki nekaterih drugih rodov, vendar ne tako natančno in manj časa.
Največjo vrstno pestrost dosegajo v neotropski (Južna in Srednja Amerika) ter orientalski regiji (Jugovzhodna Azija), najti pa jih je možno po vsem svetu. V Sloveniji živi pet vrst, med katerimi je najvpadljivejša velika kresnica (Lampyris noctiluca).

## Taksonomija
Sodobne filogenetske analize molekularnih in morfoloških znakov so pokazale, da kresnice, kot so tradicionalno opredeljene, niso naravna skupina (klad), vendar tradicionalna taksonomija družine zaenkrat ostaja, saj boljše alternative še ni. Posebej problematični so štirje rodovi, ki so provizorično uvrščeni med kresnice, a so po znakih med kresnicami in bližnje sorodnimi družinami, kot so lažne kresnice (Phengodidae) in rdečekrilci (Lycidae).
Priznanih je pet poddružin, ki skupaj združujejo okrog 2000 danes znanih vrst.